# Sobe, Sobe, Balão Sobe
Sobe, Sobe, Balão Sobe é uma canção portuguesa, vencedora do XVI Festival RTP da Canção, e que representou Portugal no Festival Eurovisão da Canção 1979, cantado por Manuela Bravo. Tem letra e música de Carlos Nóbrega e Sousa e orquestração de Thilo Krasmann.

## Festival RTP da Canção
A canção foi apurada para a final na 3.a semi-final do Festival, no dia 17 de fevereiro de 1979 no Teatro Villaret. Na final, que teve lugar a 24 de fevereiro do mesmo ano, no Cinema Monumental, foi apresentada em 9.o lugar, e obteve 149 pontos.

## Eurovisão da Canção
Manuela Bravo foi a primeira a cantar na noite do evento, antes da canção italiana Raggio di luna, interpretada pelo grupo Matia Bazar. No final da votação, a canção terminou em nono lugar e recebeu 64 pontos. A canção foi um grande êxito em Portugal e lançou esta cantora para uma carreira musical, afastando-a do curso de Direito que frequentava na altura.

### Votação
| País          | Pontuação |
| ------------- | --------- |
| França        | 10 pontos |
| Áustria       | 7 pontos  |
| Itália        | 6 pontos  |
| Noruega       | 6 pontos  |
| Espanha       | 6 pontos  |
| Bélgica       | 5 pontos  |
| Mónaco        | 5 pontos  |
| Alemanha      | 4 pontos  |
| Suíça         | 4 pontos  |
| Luxemburgo    | 3 pontos  |
| Países Baixos | 3 pontos  |
| Suécia        | 3 pontos  |
| Finlândia     | 2 pontos  |
| TOTAL         | 64 pontos |